# Humphry Osmond
Pour les articles homonymes, voir Osmond.
Humphry Fortescue Osmond (né dans le Surrey le 1er juillet 1917 et mort à Appleton (Wisconsin) le 6 février 2004) est un psychiatre britannique connu pour avoir inventé le néologisme psychédélique et pour avoir utilisé des substances psychédéliques en recherche médicale.

## Biographie
Humphry Osmond est né en 1917 dans le Surrey, au Royaume-Uni, d'une famille de classe moyenne anglaise. Il s'intéresse d'abord à la dramaturgie, puis à l'architecture pendant un temps. Influencé par le docteur Hector Cameron, médecin et historien en médecine, il décide d'étudier la médecine. Il effectue alors un cursus de six ans à la faculté de médecine Guy, avant que la Seconde Guerre mondiale n'éclate. Il a ensuite des difficultés à trouver des stages pour finir son internat et effectue du volontariat avant de rejoindre la Royal Navy en 1942, en tant que Lieutenant-chirurgien. Il tombe ainsi sous la supervision du chef de psychiatrie, le docteur Desmond Curran, qui l'encourage à se spécialiser dans son domaine.
Il quitte l'armée en 1944, obtient son diplôme de psychiatrie et accepte un poste à l'hôpital Saint-George de Londres. Il se marie avec Jane Roffey, une infirmière. Les années suivantes, il a l'occasion d'étudier davantage la psychiatrie, mais aucune des approches existantes à l'époque ne lui paraît efficace et il recherche alors d'autres outils, notamment des drogues hallucinogènes.
À partir de 1953, il dirige, avec Nolan D. C. Lewis, le New Jersey Neuropsychiatric Institute de Skillman. Dans l'Institut NJNPI qui comporte un département de neuropharmacologie étudiant les effets des hallucinogènes et des psychotropes, Léonide Goldstein applique l'électroencéphalographie quantitative dont il est le fondateur en France avec son collaborateur Pierre Etevenon, et Humphry Osmond leur répond par des lettres manuscrites aux questions générales posées par ces chercheurs.

Osmond est décédé d'une arythmie cardiaque en 2004.

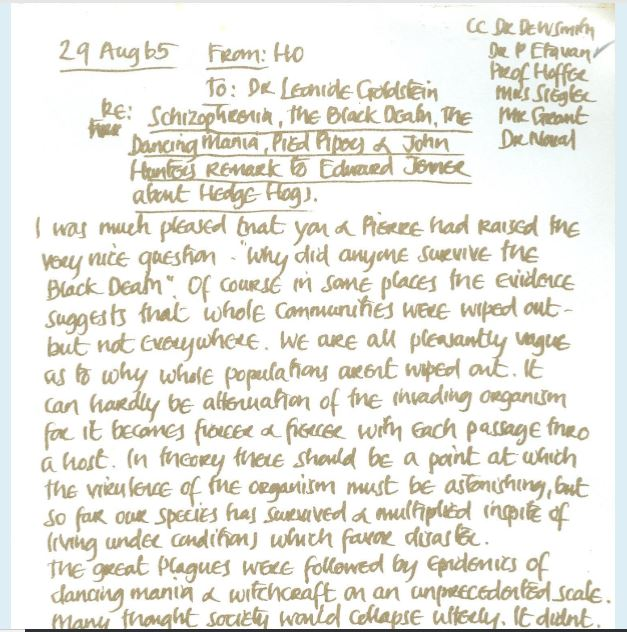
Lettre d'Humphry Osmond de 1965

### Recherche sur les substances hallucinogènes
Après la guerre, Humphry Osmond et son collègue John Smythies ont constaté une similitude entre les effets du LSD et les stades précoces de la schizophrénie. En 1951, Osmond et Smythies sont partis pour le Canada pour rejoindre l'équipe d'une grande institution psychiatrique dans la ville de Weyburn, située dans le sud-est de la Saskatchewan.
À Weyburn, Humphry Osmond a recruté un groupe de chercheurs psychologues pour transformer l'hôpital en laboratoire de recherches. Il y mena une grande variété d'études et d'observations concernant les substances hallucinogènes en collaboration avec entre autres Abram Hoffer. En 1952, Osmond a signalé la similitude entre les molécules de mescaline et d'adrénaline, dans une théorie impliquant le fait que la schizophrénie pourrait être une forme d'auto-intoxication.